# Berliner Bierboykott
Der Berliner Bierboykott war eine kombinierte Boykottierung und Bestreikung der Berliner Großbrauereien des Rings um die Schultheiss-Brauerei vom Mai bis Dezember 1894. Der durch einen Aufruf in der SPD-Parteizeitung Vorwärts ausgelöste Bierstreit endete mit einer Anerkennung der Fachgewerkschaften als Verhandlungspartner.

## Vorgeschichte
Im Zuge des Sozialistengesetzes erfuhr die Berliner Arbeiterschaft einen erhöhten Zulauf. In den Berliner Großbrauereien arbeiteten mehrere tausend Beschäftigte. Diese beklagten Überstunden und Schwarze Listen zur Entlassung politisch und gewerkschaftlich Organisierter. Ein als „Ring“ bezeichneter Zusammenschluss der 33 größten Brauereien Berlins konnte als Quasi-Oligopol soziale Abhängigkeiten erzeugen und Niedriglöhne erwirken.
Am 1. Mai 1894 erklärte der Berufsstand der Böttcher, der die Fässer zum Transport des Bieres herstellte, erstmalig den Tag der Arbeit begehen zu wollen und legte die Arbeit nieder. 455 Böttcher wurden daraufhin entlassen. Die Böttchergewerkschaft stellte daraufhin mit Lohnerhöhungen, dem Neun-Stunden-Tag, einer Arbeitsvermittlung durch die Gewerkschaften und der Anerkennung des Maifeiertages Forderungen auf, denen sich die örtliche SPD und die Gewerkschaftskommission anschlossen.

## Ablauf
Am 16. Mai 1894 rief die Sozialdemokratische Partei Deutschlands (SPD) in der Parteizeitung Vorwärts, Ausgabe 111, zum Boykott der Brauereien Schultheiss’ Brauerei Actien-Gesellschaft, Brauerei Happoldt, Böhmisches Brauhaus, Brauerei Karl Gregory, Vereinsbrauerei Rixdorf, Spandauerberg-Brauerei und Actiengesellschaft Schlossbrauerei Schöneberg aus dem Großraum Berlin auf. Dieser sollte neben den Erzeugnissen der Brauereien auch die Kneipen und Lokale umfassen, die Produkte der Brauereien verkauften. Daneben waren weitere Brauereien des als „Ring“ bezeichneten Interessenverbands wie Tivoli und Patzenhofer betroffen. Zeitungen wie die Berliner Volks-Zeitung griffen den Aufruf in den Folgetagen auf; im Berliner Tageblatt erschien am 18. Mai eine Gegendarstellung des Vereins der Brauereien Berlins und der Umgegend, in der sie die Wiedereinstellung von 400 bis 500 Arbeitern anboten.
Mit Flugblättern, eigener Presse und öffentlichen Veranstaltungen vermittelten die Streikenden in den ersten Monaten ihre Forderungen. Arbeiterorganisationen weiterer Berufszweige solidarisierten sich mit den Streikenden. Dabei belastete die Streikdauer die Budgets der Gewerkschaften schwer. Eine schwindende Zahl möglicher Veranstaltungsorte, durch den Streik in Existenznot geratene kleinere Wirtshäuser und schließlich die Ermordung des französischen Staatspräsidenten Sadi Carnot im Juni ließen die öffentliche Meinung gegenüber den Streikenden schwinden, was die Partei- und Gewerkschaftsführung veranlasste, einen Kompromiss anzustreben. Eine drohende Einbuße der Dividende und das Risiko eines Ausfalls des lukrativen Geschäftes zum Jahreswechsel führten beim Ring zum gleichen Entschluss. Im Dezember unterzeichnete der SPD-Ko-Vorsitzende Paul Singer eine Vereinbarung mit dem Schultheiss-Mehrheitseigner und Reichstagsabgeordneten Richard Roesicke. Dieser erkannte die Gewerkschaften als verhandlungsberechtigt an und schuf eine paritätisch zwischen Gewerkschaften und Arbeitgebern besetzte Arbeitsvermittlung, die lange Forderung der Berliner Arbeiterschaft gewesen war.

## Bedeutung
Alexander Hahn (Freie Universität Berlin) beschreibt den Berliner Bierboykott als „bis heute [...] sehr wichtiges Ereignis“ für die Brauereien, das maßgeblich zur Gründung des Nationalverbands Deutscher Brauereien 1895 beigetragen habe. Der Verband schuf Rücklagen, um die beteiligten Brauereien gegenüber Ausfällen durch künftige Streiks und Boykotte abzusichern.
Axel Weipert hebt den Boykott aufgrund seiner ungewöhnlichen Konstellation als „größten und längsten seiner Art“ hervor. Der Streik und Boykott von zeitgleich produzierenden wie konsumierenden Arbeitern hätte das Verhandlungsgewicht des Berliner Bierboykotts erst möglich gemacht. Nichtsdestotrotz habe sich dessen Aushandlung zunehmend auf die Funktionärsebene verlagert. Er legt nahe, dass die Durchsetzung weiterer Forderungen möglich gewesen wäre.